# Ubajara
Ubajara là một đô thị thuộc bang Ceará, Brasil. Đô thị này có diện tích 421,037 km², dân số năm 2007 là 29344 người, mật độ 69,69 người/km².